# Галахад
Галахад (или още Галахалт) е един от рицарите на Кръглата маса. Той е син на Ланселот – най-добрия от рицарите на крал Артур, а майка му Елейн и дядо му крал Пелей са считани за потомци на Йосиф от Ариматея. Галахад е известен с това, че е рицарят, който е намерил Светия Граал и е станал пръв негов пазител.
Галахад е също рожденото име на бащата Ланселот от Езерото. Като герой в романите от Артурианския цикъл Галахад се появява по-късно като образцов герой, на който е съдено да открие Граала, за да замести Гауейн и Ланселот, към чиито персонажи с течение на времето се били добавили и отрицателни черти.